# Замок Нерсборо
Замок Нерсборо (англ. Knaresborough Castle) — руины средневекового замка на реке Нидд в городе Нерсборо, Норт-Йоркшир, Англия.
Первый замок на скале над рекой Нидд был построен нормандским бароном приблизительно в 1100 году. Существуют расписки, датируемые 1130 годом, о проведённых в замке работах по распоряжению короля Генриха I. В 1170-х годах Хью де Морвиль и его люди укрылись здесь после убийства Томаса Беккета.
В 1205 году король Иоанн взял замок Нерсборо под свой контроль и потратил 1290 фунтов стерлингов на улучшение замка. В 1307—1312 годах он был перестроен Эдуардом I за 2174 фунтов стерлингов, а позже Эдуард II возвёл большой донжон. Эдуард II пожаловал замок Пирсу Гавестону и сам оставался там, когда непопулярного среди дворян Гавестона осаждали неподалеку в замке Скарборо.
В 1331 году замок получила Филиппа Геннегау, после чего он стал королевской резиденцией. Королева проводила здесь летние месяцы в кругу семьи. Её сын, Джон Гонт, унаследовал замок в 1372 году, добавив его к обширным владениям герцогства Ланкастерского. Екатерина Суинфорд, третья жена Гонта, получила замок после его смерти.
Замок был взят парламентскими войсками в 1644 году во время Гражданской войны и в 1648 году в разрушен по распоряжению Парламента. Многие здания в центре города построены из камня, взятого с руин замка.